# 60. Kongress der Vereinigten Staaten
Der 60. Kongress der Vereinigten Staaten, bestehend aus dem Repräsentantenhaus und dem Senat, war die Legislative der Vereinigten Staaten. Seine Legislaturperiode dauerte vom 4. März 1907 bis zum 4. März 1909. Alle Abgeordneten des Repräsentantenhauses sowie ein Drittel der Senatoren (Klasse II) waren im Jahr 1906 bei den Kongresswahlen gewählt worden. Dabei ergab sich in beiden Kammern eine Mehrheit für die Republikanische Partei, die mit Theodore Roosevelt auch den Präsidenten stellte. Der Demokratischen Partei blieb nur die Rolle in der Opposition. Der Kongress tagte in der amerikanischen Bundeshauptstadt Washington, D.C. Die Vereinigten Staaten bestanden damals aus 45 Bundesstaaten. Oklahoma kommt im Verlauf der Legislaturperiode als 46. Staat hinzu. Die Sitzverteilung im Repräsentantenhaus basierte auf der Volkszählung von 1900.

## Wichtige Ereignisse
Siehe auch 1907 1908 und 1908
- 4. März 1907: Beginn der Legislaturperiode des 60. Kongresses
- 15. Juni 1907: Zweite Haager Friedenskonferenz (bis 18. Oktober) mit 44 Teilnehmerstaaten zu Fragen des Kriegsrechts, der Abrüstung und der friedlichen Beilegung internationaler Konflikte.
- 16. November 1907: Oklahoma wird Bundesstaat der USA.
- 16. Dezember 1907: Die Great White Fleet startet zu einer Weltumrundung. Die Atlantikflotte der USA soll mit dampfgetriebenen Linienschiffen die Seemacht der Vereinigten Staaten demonstrieren.
- 20. Dezember 1907: Am Ende der Zentralamerikanischen Friedenskonferenz in Washington D.C. steht die Verständigung von Nicaragua, Costa Rica, El Salvador, Honduras und Guatemala, den Zentralamerikanischen Gerichtshof zu errichten, das erste internationale Gericht der Rechtsgeschichte. Der vertragliche Rückzug Nicaraguas beendet später die Existenz des Gerichts im Jahr 1918.
- 16. September 1908: Die Automobilfirma General Motors wird durch William Durant als Holdinggesellschaft für Buick gegründet und übernimmt kurz danach Oldsmobile.
- 27. September 1908: In Detroit wird das erste Ford Modell T fertiggestellt.
- November 1908: William H. Taft wird zum neuen US-Präsidenten gewählt. Amtsantritt ist am 4. März 1909. Bei den gleichzeitigen Kongresswahlen behaupten die Republikaner ihre Mehrheiten in beiden Kammern.
- 31. Dezember 1908: Der US-Amerikaner Wilbur Wright legt in einem Flugzeug in Le Mans (Frankreich) 124,7 km in knapp 2½ Stunden zurück, was einen neuen Weltrekord bedeutet.

## Die wichtigsten Gesetze
In den Sitzungsperioden des 60. Kongresses wurden unter anderem folgende Bundesgesetze verabschiedet (siehe auch: Gesetzgebungsverfahren):
- 30. Mai 1908: Aldrich-Vreeland Act
- 1908: Federal Employers Liability Act

## Zusammensetzung nach Parteien

### Senat
- Demokratische Partei: 31
- Republikanische Partei: 61 (Mehrheit)
- Sonstige: 0

Gesamt: 92

### Repräsentantenhaus
- Demokratische Partei: 167
- Republikanische Partei: 223 (Mehrheit)
- Sonstige: 1

Gesamt: 391
Außerdem gab es noch sieben nicht stimmberechtigte Kongressdelegierte.

## Amtsträger

### Senat
- Präsident des Senats: Charles W. Fairbanks (R)
- Präsident pro tempore: William P. Frye (R)

### Repräsentantenhaus
- Sprecher des Repräsentantenhauses: Joseph Gurney Cannon (R)

#### Führung der Mehrheitspartei
- Mehrheitsführer: Sereno E. Payne (R)

#### Führung der Minderheitspartei
- Minderheitsführer: John Sharp Williams (D) bis 1908 dann Champ Clark (D)

## Senatsmitglieder
Im 60. Kongress vertraten folgende Senatoren ihre jeweiligen Bundesstaaten:
| Alabama - 2. John Tyler Morgan (D) bis zum 11. Juni 1907 - John H. Bankhead (D) ab dem 18. Juni 1907 - 3. Edmund Pettus (D) bis zum 27. Juli 1907 - Joseph F. Johnston (D) ab dem 8. August 1907 Arkansas - 2. Jeff Davis (D) - 3. James Paul Clarke (D) Kalifornien - 1. Frank P. Flint (R) - 3. George Clement Perkins (R) Colorado - 2. Simon Guggenheim (R) - 3. Henry Moore Teller (D) Connecticut - 1. Morgan Bulkeley (R) - 3. Frank B. Brandegee (R) Delaware - 1. Henry A. du Pont (R) - 2. Harry A. Richardson (R) Florida - 1. James Taliaferro (D) - 3. Stephen R. Mallory Jr. (D) bis zum 23. Dezember 1907 - William James Bryan (D) vom 27. Dezember 1907 bis zum 22. März 1908 - William Hall Milton (D) ab dem 27. März 1908 Georgia - 2. Augustus Octavius Bacon (D) - 3. Alexander S. Clay (D) Idaho - 2. William Borah (R) - 3. Weldon B. Heyburn (R) Illinois - 2. Shelby Moore Cullom (R) - 3. Albert J. Hopkins (R) Indiana - 1. Albert J. Beveridge (R) - 3. James A. Hemenway (R) Iowa - 2. Jonathan P. Dolliver (R) - 3. William B. Allison (R) bis zum 4. August 1908 - Albert B. Cummins (R) ab dem 24. November 1908 Kansas - 2. Charles Curtis (R) - 3. Chester I. Long (R) Kentucky - 2. Thomas H. Paynter (D) - 3. James B. McCreary (D) Louisiana - 2. Murphy J. Foster (D) - 3. Samuel D. McEnery (D) Maine - 1. Eugene Hale (R) - 2. William P. Frye (R) Maryland - 1. Isidor Rayner (D) - 3. William Pinkney Whyte (D) bis zum 17. März 1908 - John Walter Smith (D) ab dem 25. März 1908 Massachusetts - 1. Henry Cabot Lodge (R) - 2. Winthrop M. Crane (R) Michigan - 1. Julius C. Burrows (R) - 2. William Alden Smith (R) Minnesota - 1. Moses Edwin Clapp (R) - 2. Knute Nelson (R) Mississippi - 1. Hernando Money (D) - 2. Anselm J. McLaurin (D) Missouri - 1. William Warner (R) - 3. William J. Stone (D) Montana - 1. Thomas Henry Carter (R) - 2. Joseph Dixon (R) | Nebraska - 1. Elmer Jacob Burkett (R) - 2. Norris Brown (R) Nevada - 1. George S. Nixon (R) - 3. Francis G. Newlands (D) New Hampshire - 2. Henry E. Burnham (R) - 3. Jacob Harold Gallinger (R) New Jersey - 1. John Kean (R) - 2. Frank O. Briggs (R) New York - 1. Chauncey Depew (R) - 3. Thomas C. Platt (R) North Carolina - 2. Furnifold McLendel Simmons (D) - 3. Lee Slater Overman (D) North Dakota - 1. Porter J. McCumber (R) - 3. Henry C. Hansbrough (R) Ohio - 1. Charles W. F. Dick (R) - 3. Joseph B. Foraker (R) Oklahoma - 2. Robert Latham Owen (D) ab dem 11. Dezember 1907 - 3. Thomas Gore (D) ab dem 11. Dezember 1907 Oregon - 2. Jonathan Bourne (R) - 3. Charles William Fulton (R) Pennsylvania - 1. Philander C. Knox (R) - 3. Boies Penrose (R) Rhode Island - 1. Nelson W. Aldrich (R) - 2. George P. Wetmore (R) ab dem 22. Januar 1908 South Carolina - 2. Benjamin Tillman (D) - 3. Asbury Latimer (D) bis zum 20. Februar 1908 - Frank B. Gary (D) ab dem 6. März 1908 South Dakota - 2. Robert J. Gamble (R) - 3. Alfred B. Kittredge (R) Tennessee - 1. James B. Frazier (D) - 2. Robert Love Taylor (D) Texas - 1. Charles Allen Culberson (D) - 2. Joseph Weldon Bailey (D) Utah - 1. George Sutherland (R) - 3. Reed Smoot (R) Vermont - 1. Redfield Proctor (R) bis zum 4. März 1908 - John Wolcott Stewart (R) vom 24. März bis zum 21. Oktober 1908 - Carroll Smalley Page (R) ab dem 21. Oktober 1908 - 3. William P. Dillingham (R) Virginia - 1. John W. Daniel (D) - 2. Thomas S. Martin (D) Washington - 1. Samuel H. Piles (R) - 3. Levi Ankeny (R) West Virginia - 1. Nathan B. Scott (R) - 2. Stephen Benton Elkins (R) Wisconsin - 1. Robert La Follette Sr. (R) - 3. John Coit Spooner (R) bis zum 30. April 1907 - Isaac Stephenson (R) ab dem 17. Mai 1907 Wyoming - 1. Clarence Don Clark (R) - 2. Francis E. Warren (R) |

## Mitglieder des Repräsentantenhauses
Folgende Kongressabgeordnete vertraten im 60. Kongress die Interessen ihrer jeweiligen Bundesstaaten:
| Alabama 9 Wahlbezirke - 1. George W. Taylor (D) - 2. Ariosto A. Wiley (D) bis zum 17. Juni 1908 - Oliver C. Wiley (D) ab dem 3. November 1908 - 3. Henry De Lamar Clayton, Jr. (D) - 4. William Benjamin Craig (D) - 5. James Thomas Heflin (D) - 6. Richmond Pearson Hobson (D) - 7. John Lawson Burnett (D) - 8. William N. Richardson (D) - 9. Oscar Underwood (D) Arkansas 7 Wahlbezirke. - 1. Robert B. Macon (D) - 2. Stephen Brundidge (D) - 3. John C. Floyd (D) - 4. William B. Cravens (D) - 5. Charles C. Reid (D) - 6. Joseph Taylor Robinson (D) - 7. Robert M. Wallace (D) Kalifornien 8 Wahlbezirke. - 1. William F. Englebright (R) - 2. Duncan E. McKinlay (R) - 3. Joseph R. Knowland (R) - 4. Julius Kahn (R) - 5. Everis A. Hayes (R) - 6. James C. Needham (R) - 7. James McLachlan (R) - 8. Sylvester C. Smith (R) Colorado 2 Wahlbezirke. Außerdem wurde ein Abgeordneter staatsweit gewählt - 1. Robert W. Bonynge (R) - 2. Warren A. Haggott (R) - 3. George W. Cook (R) staatsweit gewählt Connecticut 4 Wahlbezirke. Außerdem wurde ein Abgeordneter staatsweit gewählt - 1. E. Stevens Henry (R) - 2. Nehemiah D. Sperry (R) - 3. Edwin W. Higgins (R) - 4. Ebenezer J. Hill (R) - 5. George L. Lilley (R) staatsweit gewählt, bis zum 5. Januar 1909, danach blieb der Sitz vakant Delaware Staatsweite Wahl - Hiram R. Burton (R) Florida 3 Wahlbezirke - 1. Stephen M. Sparkman (D) - 2. Frank Clark (D) - 3. William Bailey Lamar (D) Georgia 11 Wahlbezirke - 1. Charles Gordon Edwards (D) - 2. James M. Griggs (D) - 3. Elijah B. Lewis (D) - 4. William C. Adamson (D) - 5. Leonidas F. Livingston (D) - 6. Charles Lafayette Bartlett (D) - 7. Gordon Lee (D) - 8. William Marcellus Howard (D) - 9. Thomas Montgomery Bell (D) - 10. Thomas W. Hardwick (D) - 11. William Gordon Brantley (D) Idaho Staatsweite Wahl - Burton L. French (R) Illinois 25 Wahlbezirke - 1. Martin B. Madden (R) - 2. James Robert Mann (R) - 3. William W. Wilson (R) - 4. James T. McDermott (D) - 5. Adolph J. Sabath (D) - 6. William Lorimer (R) - 7. Philip Knopf (R) - 8. Charles McGavin (R) - 9. Henry Sherman Boutell (R) - 10. George Edmund Foss (R) - 11. Howard M. Snapp (R) - 12. Charles Eugene Fuller (R) - 13. Frank Orren Lowden (R) - 14. James McKinney (R) - 15. George W. Prince (R) - 16. Joseph V. Graff (R) - 17. John Allen Sterling (R) - 18. Joseph Gurney Cannon (R) - 19. William B. McKinley (R) - 20. Henry T. Rainey (D) - 21. Ben F. Caldwell (D) - 22. William A. Rodenberg (R) - 23. Martin D. Foster (D) - 24. Pleasant T. Chapman (R) - 25. George W. Smith (R) bis zum 30. November 1907 - Napoleon B. Thistlewood (R) ab dem 15. Februar 1908 Indiana 13 Wahlbezirke - 1. John H. Foster (R) - 2. John C. Chaney (R) - 3. William E. Cox (D) - 4. Lincoln Dixon (D) - 5. Elias S. Holliday (R) - 6. James Eli Watson (R) - 7. Jesse Overstreet (R) - 8. John A. M. Adair (D) - 9. Charles B. Landis (R) - 10. Edgar D. Crumpacker (R) - 11. George W. Rauch (D) - 12. Clarence C. Gilhams (R) - 13. Abraham L. Brick (R) bis zum 7. April 1908 - Henry A. Barnhart (D) ab dem 3. November 1908 Iowa 11 Wahlbezirke - 1. Charles A. Kennedy (R) - 2. Albert F. Dawson (R) - 3. Benjamin P. Birdsall (R) - 4. Gilbert N. Haugen (R) - 5. Robert G. Cousins (R) - 6. Daniel W. Hamilton (D) - 7. John A. T. Hull (R) - 8. William Peters Hepburn (R) - 9. Walter I. Smith (R) - 10. James Perry Conner (R) - 11. Elbert H. Hubbard (R) Kansas 8 Wahlbezirke. - 1. Daniel Anthony Jr. (R) ab dem 23. Mai 1907 - 2. Charles Frederick Scott (R) - 3. Philip P. Campbell (R) - 4. James Monroe Miller (R) - 5. William A. Calderhead (R) - 6. William A. Reeder (R) - 7. Edmond H. Madison (R) - 8. Victor Murdock (R) Kentucky 11 Wahlbezirke - 1. Ollie Murray James (D) - 2. Augustus Owsley Stanley (D) - 3. Addison James (R) - 4. Ben Johnson (D) - 5. J. Swagar Sherley (D) - 6. Joseph L. Rhinock (D) - 7. William P. Kimball (D) - 8. Harvey Helm (D) - 9. Joseph B. Bennett (R) - 10. John W. Langley (R) - 11. Don C. Edwards (R) Louisiana 7 Wahlbezirke - 1. Adolph Meyer (D) bis zum 8. März 1908 - Albert Estopinal (D) ab dem 3. November 1908 - 2. Robert C. Davey (D) bis zum 26. Dezember 1908, danach blieb der Sitz vakant - 3. Robert F. Broussard (D) - 4. John T. Watkins (D) - 5. Joseph E. Ransdell (D) - 6. George K. Favrot (D) - 7. Arsène Pujo (D) Maine 4 Wahlbezirke - 1. Amos L. Allen (R) - 2. Charles E. Littlefield (R) bis zum 30. September 1908 - John P. Swasey (R) ab dem 3. November 1908 - 3. Edwin C. Burleigh (R) - 4. Llewellyn Powers (R) bis zum 28. Juli 1908 - Frank E. Guernsey (R) ab dem 3. November 1908 Maryland 6 Wahlbezirke. - 1. William Humphreys Jackson (R) - 2. Joshua Talbott (D) - 3. Harry Benjamin Wolf (D) - 4. John Gill Jr. (D) - 5. Sydney Emanuel Mudd (R) - 6. George Alexander Pearre (R) Massachusetts 14 Wahlbezirke - 1. George P. Lawrence (R) - 2. Frederick H. Gillett (R) - 3. Charles G. Washburn (R) - 4. Charles Q. Tirrell (R) - 5. Butler Ames (R) - 6. Augustus Peabody Gardner (R) - 7. Ernest W. Roberts (R) - 8. Samuel W. McCall (R) - 9. John A. Keliher (D) - 10. Joseph F. O’Connell (D) - 11. Andrew James Peters (D) - 12. John Wingate Weeks (R) - 13. William S. Greene (R) - 14. William C. Lovering (R) Michigan 12 Wahlbezirke - 1. Edwin Denby (R) - 2. Charles E. Townsend (R) - 3. Washington Gardner (R) - 4. Edward L. Hamilton (R) - 5. Gerrit J. Diekema (R) - 6. Samuel William Smith (R) - 7. Henry McMorran (R) - 8. Joseph W. Fordney (R) - 9. James C. McLaughlin (R) - 10. George A. Loud (R) - 11. Archibald B. Darragh (R) - 12. H. Olin Young (R) Minnesota 9. Wahlbezirke - 1. James Albertus Tawney (R) - 2. Winfield Scott Hammond (D) - 3. Charles Russell Davis (R) - 4. Frederick Stevens (R) - 5. Frank Nye (R) - 6. Charles August Lindbergh (R) - 7. Andrew Volstead (R) - 8. James Bede (R) - 9. Halvor Steenerson (R) Mississippi 8 Wahlbezirke - 1. Ezekiel S. Candler (D) - 2. Thomas Spight (D) - 3. Benjamin G. Humphreys II (D) - 4. Wilson S. Hill (D) - 5. Adam M. Byrd (D) - 6. Eaton J. Bowers (D) - 7. Frank A. McLain (D) - 8. John Sharp Williams (D) Missouri 16 Wahlbezirke - 1. James Tilghman Lloyd (D) - 2. William W. Rucker (D) - 3. Joshua W. Alexander (D) - 4. Charles F. Booher (D) - 5. Edgar C. Ellis (R) - 6. David A. De Armond (D) - 7. Courtney W. Hamlin (D) - 8. Dorsey William Shackleford (D) - 9. Champ Clark (D) - 10. Richard Bartholdt (R) - 11. Henry S. Caulfield (R) - 12. Harry Marcy Coudrey (R) - 13. Madison R. Smith (D) - 14. Joseph J. Russell (D) - 15. Thomas Hackney (D) - 16. J. Robert Lamar (D) Montana Staatsweite Wahl - Charles Nelson Pray (R) | Nebraska 6 Wahlbezirke - 1. Ernest M. Pollard (R) - 2. Gilbert Monell Hitchcock (D) - 3. John Frank Boyd (R) - 4. Edmund H. Hinshaw (R) - 5. George W. Norris (R) - 6. Moses P. Kinkaid (R) Nevada Staatsweite Wahl - George A. Bartlett (D) New Hampshire 2 Wahlbezirke - 1. Cyrus A. Sulloway (R) - 2. Frank Dunklee Currier (R) New Jersey 10 Wahlbezirke - 1. Henry C. Loudenslager (R) - 2. John J. Gardner (R) - 3. Benjamin Franklin Howell (R) - 4. Ira W. Wood (R) - 5. Charles N. Fowler (R) - 6. William Hughes (D) - 7. Richard W. Parker (R) - 8. Le Gage Pratt (D) - 9. Eugene W. Leake (D) - 10. James A. Hamill (D) New York 37 Wahlbezirke - 1. William W. Cocks (R) - 2. George H. Lindsay (D) - 3. Charles T. Dunwell (R) bis zum 12. Juni 1908 - Otto G. Foelker (R) ab dem 3. November 1908 - 4. Charles B. Law (R) - 5. George E. Waldo (R) - 6. William M. Calder (R) - 7. John Joseph Fitzgerald (D) - 8. Daniel J. Riordan (D) - 9. Henry M. Goldfogle (D) - 10. William Sulzer (D) - 11. Charles V. Fornes (D) - 12. William Bourke Cockran (D) - 13. Herbert Parsons (R) - 14. William Willett Jr. (D) - 15. J. Van Vechten Olcott (R) - 16. Francis Burton Harrison (D) - 17. William Stiles Bennet (R) - 18. Joseph A. Goulden (D) - 19. John Emory Andrus (R) - 20. Thomas W. Bradley (R) - 21. Samuel McMillan (R) - 22. William Draper (R) - 23. George N. Southwick (R) - 24. George Winthrop Fairchild (R) - 25. Cyrus Durey (R) - 26. George R. Malby (R) - 27. James S. Sherman (R) - 28. Charles L. Knapp (R) - 29. Michael E. Driscoll (R) - 30. John Wilbur Dwight (R) - 31. Sereno E. Payne (R) - 32. James Breck Perkins (R) - 33. Jacob Sloat Fassett (R) - 34. Peter A. Porter (R) - 35. William H. Ryan (D) - 36. De Alva S. Alexander (R) - 37. Edward B. Vreeland (R) North Carolina 10 Wahlbezirke - 1. John Humphrey Small (D) - 2. Claude Kitchin (D) - 3. Charles R. Thomas (D) - 4. Edward W. Pou (D) - 5. William Walton Kitchin (D) bis zum 11. Januar 1909, danach blieb der Sitz vakant - 6. Hannibal Lafayette Godwin (D) - 7. Robert N. Page (D) - 8. Richard N. Hackett (D) - 9. Edwin Y. Webb (D) - 10. William T. Crawford (D) North Dakota 2 Wahlbezirke - 1. Thomas Frank Marshall (R) - 2. Asle Gronna (R) Ohio 21 Wahlbezirke - 1. Nicholas Longworth (R) - 2. Herman P. Goebel (R) - 3. J. Eugene Harding (R) - 4. William E. Tou Velle (D) - 5. Timothy T. Ansberry (D) - 6. Matthew Denver (D) - 7. J. Warren Keifer (R) - 8. Ralph D. Cole (R) - 9. Isaac R. Sherwood (D) - 10. Henry T. Bannon (R) - 11. Albert Douglas (R) - 12. Edward L. Taylor (R) - 13. Grant E. Mouser (R) - 14. J. Ford Laning (R) - 15. Beman Gates Dawes (R) - 16. Capell L. Weems (R) - 17. William A. Ashbrook (D) - 18. James Kennedy (R) - 19. W. Aubrey Thomas (R) - 20. L. Paul Howland (R) - 21. Theodore E. Burton (R) bis zum 3. März 1909 Oklahoma 5 Wahlbezirke - 1. Bird Segle McGuire (R) ab dem 16. November 1907 - 2. Elmer L. Fulton (D) ab dem 16. November 1907 - 3. James S. Davenport (D) ab dem 16. November 1907 - 4. Charles D. Carter (D) ab dem 16. November 1907 - 5. Scott Ferris (D) ab dem 16. November 1907 Oregon 2 Wahlbezirke - 1. Willis C. Hawley (R) - 2. William R. Ellis (R) Pennsylvania 32 Wahlbezirke. - 1. Henry H. Bingham (R) - 2. John E. Reyburn (R) bis zum 31. März 1907 - Joel Cook (R) ab dem 5. November 1907 - 3. J. Hampton Moore (R) - 4. Reuben O. Moon (R) - 5. William Walker Foulkrod (R) - 6. George Deardorff McCreary (R) - 7. Thomas S. Butler (R) - 8. Irving Price Wanger (R) - 9. Henry B. Cassel (R) - 10. Thomas David Nicholls (unabhängiger Demokrat) - 11. John Thomas Lenahan (D) - 12. Charles N. Brumm (R) bis zum 4. Januar 1909, danach blieb der Sitzt vakant - 13. John Hoover Rothermel (D) - 14. George Washington Kipp (D) - 15. William Bauchop Wilson (D) - 16. John Geiser McHenry (D) - 17. Benjamin K. Focht (R) - 18. Marlin Edgar Olmsted (R) - 19. John Merriman Reynolds (R) - 20. Daniel F. Lafean (R) - 21. Charles Frederick Barclay (R) - 22. George Franklin Huff (R) - 23. Allen Foster Cooper (R) - 24. Ernest F. Acheson (R) - 25. Arthur Laban Bates (R) - 26. Jefferson Davis Brodhead (D) - 27. Joseph Grant Beale (R) - 28. Nelson Platt Wheeler (R) - 29. William Harrison Graham (R) - 30. John Dalzell (R) - 31. James F. Burke (R) - 32. Andrew Jackson Barchfeld (R) Rhode Island 2 Wahlbezirke - 1. Daniel L. D. Granger (D) bis zum 14. Februar 1909, danach blieb der Sitz vakant - 2. Adin B. Capron (R) South Carolina 7 Wahlbezirke. - 1. George Swinton Legaré (D) - 2. James O’Hanlon Patterson (D) - 3. Wyatt Aiken (D) - 4. Joseph T. Johnson (D) - 5. David E. Finley (D) - 6. J. Edwin Ellerbe (D) - 7. Asbury Francis Lever (D) South Dakota Staatsweite Wahlen für beide Abgeordneten - Philo Hall (R) - William H. Parker (R) bis zum 26. Juni 1908 - Eben Martin (R) ab dem 3. November 1908 Tennessee 10 Wahlbezirke - 1. Walter P. Brownlow (R) - 2. Nathan W. Hale (R) - 3. John A. Moon (D) - 4. Cordell Hull (D) - 5. William C. Houston (D) - 6. John W. Gaines (D) - 7. Lemuel P. Padgett (D) - 8. Thetus W. Sims (D) - 9. Finis J. Garrett (D) - 10. George Washington Gordon (D) Texas 16 Wahlbezirke. - 1. Morris Sheppard (D) - 2. Samuel B. Cooper (D) - 3. Gordon J. Russell (D) - 4. Choice B. Randell (D) - 5. James Andrew Beall (D) - 6. Rufus Hardy (D) - 7. Alexander W. Gregg (D) - 8. John M. Moore (D) - 9. George Farmer Burgess (D) - 10. Albert S. Burleson (D) - 11. Robert Lee Henry (D) - 12. Oscar W. Gillespie (D) - 13. John Hall Stephens (D) - 14. James Luther Slayden (D) - 15. John Nance Garner (D) - 16. William Robert Smith (D) Utah Staatsweite Wahlen - Joseph Howell (R) Vermont 2 Wahlbezirke - 1. David J. Foster (R) - 2. Kittredge Haskins (R) Virginia 10 Wahlbezirke - 1. William Atkinson Jones (D) - 2. Harry L. Maynard (D) - 3. John Lamb (D) - 4. Francis R. Lassiter (D) - 5. Edward W. Saunders (D) - 6. Carter Glass (D) - 7. James Hay (D) - 8. Charles Creighton Carlin (D) ab dem 5. November 1907 - 9. Campbell Slemp (R) bis zum 13. Oktober 1907 - C. Bascom Slemp (R) ab dem 17. Dezember 1907 - 10. Henry D. Flood (D) Washington Staatsweite Wahl - Wesley Livsey Jones (R) - Francis W. Cushman (R) - William E. Humphrey (R) West Virginia 5 Wahlbezirke - 1. William P. Hubbard (R) - 2. George Cookman Sturgiss (R) - 3. Joseph H. Gaines (R) - 4. Harry C. Woodyard (R) - 5. James A. Hughes (R) Wisconsin 11 Wahlbezirke - 1. Henry A. Cooper (R) - 2. John M. Nelson (R) - 3. James William Murphy (D) - 4. William J. Cary (R) - 5. William H. Stafford (R) - 6. Charles H. Weisse (D) - 7. John J. Esch (R) - 8. James H. Davidson (R) - 9. Gustav Küstermann (R) - 10. Elmer A. Morse (R) - 11. John J. Jenkins (R) Wyoming Staatsweite Wahlen - Franklin Wheeler Mondell (R) |

Nicht stimmberechtigte Mitglieder im Repräsentantenhaus:
- Alaska-Territorium: Thomas Cale (Unabhängiger)
- Arizona-Territorium: Marcus A. Smith (D)
- Hawaii-Territorium: Jonah Kūhiō Kalanianaʻole (R)
- New-Mexico-Territorium: William Henry Andrews (R)
- Philippinen:
  - 1. Benito Legarda (R) ab dem 22. November 1907
  - 2. Pablo Ocampo (D) ab dem 22. November 1907
- Puerto Rico: Tulio Larrinaga (Unionist)